# 방자와 향단이
방자와 향단이는 1972년 공개된 대한민국의 영화이다.

## 배역
- 박지영
- 신성일
- 박노식
- 여운계
- 서영춘
- 송해
- 양춘
- 박동용
- 심상현
- 최일
- 최준
- 권오상
- 최창호